# Betrideildin (2025)
Ten artykuł dotyczy trwającego lub niedawnego wydarzenia sportowego. Informacje w nim zamieszczone mogą się zmienić lub zdezaktualizować wraz z postępem zdarzenia. Początkowe doniesienia, wyniki lub statystyki mogą być niepewne. Ostatnie aktualizacje do tego artykułu mogą nie odzwierciedlać najbardziej aktualnych informacji.
Betrideildin 2025 – 83. edycja najwyższych w hierarchii rozgrywek ligowych piłki nożnej, mająca na celu wyłonienie mistrza Wysp Owczych.
W rozgrywkach bierze udział 10 klubów z całego archipelagu. Od 2018 roku sponsorem tytularnym rozgrywek został bank Betri. Liga przyjęła w związku z tym nazwę – Betrideildin. 11 listopada 2022 umowa została przedłużona o trzy lata i obowiązywać będzie do końca 2025.
Spośród dziesięciu klubów biorących udział w Betrideildin 2025 dwa na koniec sezonu zostaną zdegradowane do niższego poziomu rozgrywek – 1. deild 2026. Obrońcą tytułu jest drużyna Víkingur.

## Uczestnicy
| Uczestnicy Betrideildin 2024                                                                                  | Uczestnicy Betrideildin 2024 | Uczestnicy Betrideildin 2024 | Uczestnicy Betrideildin 2024 |
| --- | ---------------------------- | ---------------------------- | ---------------------------- |
| VÍK | Víkingur Gøta                | Norðragøta                   | 1                            |
| KÍ | KÍ Klaksvík                  | Klaksvík                     | 2                            |
| HB | HB Tórshavn                  | Thorshavn                    | 3                            |
| NSÍ | NSÍ Runavík                  | Runavík                      | 4                            |
| B36 | B36 Tórshavn                 | Thorshavn                    | 5                            |
| 07V | 07 Vestur                    | Sandavágur / Sørvágur        | 6                            |
| EBS | EB/Streymur                  | Eiði / Streymnes             | 7                            |
| B68 | B68 Toftir                   | Toftir                       | 8                            |
| Awans z 1. deild 2024                                                                                         |                              |                              |                              |
| FCS | FC Suðuroy                   | Vágur                        | 2                            |
| TB | TB Tvøroyri                  | Tvøroyri                     | 3                            |
| Oznaczenia: - kolumna pierwsza – skróty nazw drużyn, - kolumna trzecia – miejsce zajęte w poprzednim sezonie. |                              |                              |                              |

## Rozgrywki

### Tabela
| Lp. | Drużyna      | M  | Z  | R | P  | B+ | B– | +/– | Pkt | Kwalifikacja lub spadek                        |
| --- | ------------ | -- | -- | - | -- | -- | -- | --- | --- | ---------------------------------------------- |
| 1   | KÍ Klaksvík  | 18 | 17 | 1 | 0  | 62 | 8  | +54 | 52  | Liga Mistrzów UEFA • I runda kwalifikacyjna    |
| 2   | HB Tórshavn  | 19 | 14 | 2 | 3  | 45 | 29 | +16 | 44  | Liga Konferencji UEFA • I runda kwalifikacyjna |
| 3   | NSÍ Runavík  | 19 | 13 | 3 | 3  | 71 | 25 | +46 | 42  | Liga Konferencji UEFA • I runda kwalifikacyjna |
| 4   | Víkingur     | 19 | 9  | 4 | 6  | 29 | 22 | +7  | 31  |                                                |
| 5   | B36 Tórshavn | 19 | 7  | 4 | 8  | 29 | 33 | −4  | 25  |                                                |
| 6   | EB/Streymur  | 18 | 6  | 5 | 7  | 20 | 31 | −11 | 23  |                                                |
| 7   | B68 Toftir   | 19 | 5  | 4 | 10 | 24 | 45 | −21 | 19  |                                                |
| 8   | FC Suðuroy   | 19 | 4  | 1 | 14 | 17 | 47 | −30 | 13  |                                                |
| 9   | TB Tvøroyri  | 19 | 2  | 5 | 12 | 20 | 58 | −38 | 11  | Spadek do 1. deild                             |
| 10  | 07 Vestur    | 19 | 2  | 1 | 16 | 21 | 40 | −19 | 7   | Spadek do 1. deild                             |

### Miejsca po danych kolejkach
| Drużyna \ Kolejka | 1            | 2  | 3  | 4  | 5  | 6  | 7  | 8  | 9  | 10 | 11 | 12 | 13 | 14 | 15 | 16 | 17 | 18 | 19 | 20 | 21 | 22 | 23 | 24 | 25 | 26 | 27 |  |
| ----------------- | ------------ | -- | -- | -- | -- | -- | -- | -- | -- | -- | -- | -- | -- | -- | -- | -- | -- | -- | -- | -- | -- | -- | -- | -- | -- | -- | -- |  |
| Drużyna \ Kolejka | B36 Tórshavn | 7  | 8  | 5  | 4  | 4  | 4  | 4  | 4  | 4  | 4  | 5  | 4  | 4  | 5  | 5  | 4  |    |    |    |    |    |    |    |    |    |    |  |
| EB/Streymur       | 2            | 4  | 4  | 5  | 5  | 5  | 6  | 6  | 5  | 6  | 6  | 6  | 6  | 6  | 6  | 6  |    |    |    |    |    |    |    |    |    |    |    |  |
| HB Tórshavn       | 4            | 3  | 2  | 2  | 3  | 3  | 3  | 3  | 3  | 3  | 3  | 3  | 3  | 2  | 2  | 3  |    |    |    |    |    |    |    |    |    |    |    |  |
| KÍ Klaksvík       | 1            | 2  | 3  | 3  | 2  | 2  | 2  | 2  | 1  | 1  | 1  | 1  | 1  | 1  | 1  | 1  |    |    |    |    |    |    |    |    |    |    |    |  |
| NSÍ Runavík       | 3            | 1  | 1  | 1  | 1  | 1  | 1  | 1  | 2  | 2  | 2  | 2  | 2  | 3  | 3  | 2  |    |    |    |    |    |    |    |    |    |    |    |  |
| FC Suðuroy        | 10           | 10 | 10 | 6  | 6  | 6  | 7  | 8  | 8  | 8  | 9  | 9  | 9  | 10 | 10 | 8  |    |    |    |    |    |    |    |    |    |    |    |  |
| TB Tvøroyri       | 5            | 6  | 7  | 8  | 8  | 8  | 8  | 9  | 9  | 9  | 10 | 10 | 10 | 9  | 9  | 10 |    |    |    |    |    |    |    |    |    |    |    |  |
| B68 Toftir        | 8            | 5  | 6  | 7  | 7  | 9  | 9  | 7  | 7  | 7  | 7  | 7  | 7  | 7  | 7  | 7  |    |    |    |    |    |    |    |    |    |    |    |  |
| 07 Vestur         | 9            | 9  | 9  | 10 | 10 | 10 | 10 | 10 | 10 | 10 | 8  | 8  | 8  | 8  | 8  | 9  |    |    |    |    |    |    |    |    |    |    |    |  |
| Víkingur          | 5            | 7  | 8  | 9  | 9  | 7  | 5  | 5  | 6  | 5  | 4  | 5  | 5  | 4  | 4  | 5  |    |    |    |    |    |    |    |    |    |    |    |  |

### Wyniki spotkań
| Gospodarz \ Gość | B36    | EBS | HAV    | KÍ     | NSI    | SUÐ | TBÓ    | TOF  | VES | VÍK | B36    | EBS    | HAV    | KÍ     | NSI    | SUÐ    | TBÓ    | TOF    | VES    | VÍK    |
| ---------------- | ------ | --- | ------ | ------ | ------ | --- | ------ | ---- | --- | --- | ------ | ------ | ------ | ------ | ------ | ------ | ------ | ------ | ------ | ------ |
| B36 Tórshavn     |        | 1–2 | 2–2    | 1–3    | 2–2    | 1–0 | 0–2    | 1–1  | 3–1 | 1–0 |        | 0–0    |        | 0–3    |        | 25 paź |        | 24 sie |        | 28 wrz |
| EB/Streymur      | 19 paź |     | 0–3    | 24 wrz | 0–5    | 2–1 | 2–2    | 1–0  | 1–0 | 1–2 |        |        | 28 wrz |        | 29 sie |        | 2–2    | 14 wrz |        |        |
| HB Tórshavn      | 2–3    | 2–1 |        | 1–1    | 1–7    | 4–0 | 3–2    | 3–2  | 3–0 | 2–1 | 14 wrz |        |        |        | 19 paź | 20 wrz | 4–1    | 4 paź  |        |        |
| KÍ Klaksvík      | 2–1    | 2–1 | 4–0    |        | 3–2    | 4–0 | 10–0   | 7–0  | 3–1 | 2–0 |        | 21 wrz | 24 sie |        |        |        | 19 paź |        |        | 15 wrz |
| NSÍ Runavík      | 4–3    | 4–0 | 1–4    | 1–2    |        | 1–0 | 14 wrz | 11–0 | 4–1 | 1–1 | 3 paź  |        |        | 25 paź |        | 24 sie |        |        | 1–0    |        |
| FC Suðuroy       | 2–3    | 0–2 | 1–2    | 0–4    | 1–7    |     | 1–0    | 0–3  | 4–3 | 0–2 |        | 4 paź  |        | 30 sie |        |        |        |        | 14 wrz | 19 paź |
| TB Tvøroyri      | 0–1    | 1–1 | 30 sie | 0–5    | 1–5    | 2–3 |        | 1–1  | 2–1 | 1–1 | 21 wrz |        |        |        | 2–6    | 28 wrz |        | 25 paź |        | 0–3    |
| B68 Toftir       | 2–1    | 2–2 | 1–4    | 0–2    | 1–3    | 2–0 | 4–1    |      | 2–1 | 0–1 |        |        |        | 28 wrz | 19 wrz | 1–1    |        |        | 19 paź | 30 sie |
| 07 Vestur        | 1–3    | 0–1 | 1–2    | 0–4    | 28 wrz | 1–2 | 5–0    | 3–1  |     | 1–2 | 30 sie | 25 paź | 1–2    | 4 paź  |        |        | 23 sie |        |        |        |
| Víkingur         | 4–2    | 4–1 | 0–1    | 0–1    | 0–3    | 3–1 | 4 paź  | 2–1  | 0–0 |     |        | 24 sie | 25 paź |        | 3–3    |        |        |        | 21 wrz |        |

## Statystyki

### Bramki, kartki
| Kolejka                                                       | Rozegrane mecze | Strzelone gole | Średnia goli na mecz | Pokazane kartki | Pokazane kartki | Średnia kartek na mecz | Kolejka | Rozegrane mecze | Strzelone gole | Średnia goli na mecz | Pokazane kartki | Pokazane kartki | Średnia kartek na mecz | Kolejka | Rozegrane mecze | Strzelone gole | Średnia goli na mecz | Pokazane kartki | Pokazane kartki | Średnia kartek na mecz |
| ------------------------------------------------------------- | --------------- | -------------- | -------------------- | --------------- | --------------- | ---------------------- | ------- | --------------- | -------------- | -------------------- | --------------- | --------------- | ---------------------- | ------- | --------------- | -------------- | -------------------- | --------------- | --------------- | ---------------------- |
| 1                                                             | 5               | 20             | 4,00                 | 29              | 1               | 6,00                   | 10      | 5               | 21             | 4,20                 | 23              | 1               | 4,80                   | 19      | 5               | Gol            | Gol                  | Żółta kartka    | Czerwona kartka |                        |
| 2                                                             | 5               | 16             | 3,20                 | 24              | 3               | 5,40                   | 11      | 5               | 18             | 3,60                 | 15              | 1               | 3,20                   | 20      | 5               | Gol            | Gol                  | Żółta kartka    | Czerwona kartka |                        |
| 3                                                             | 5               | 19             | 3,80                 | 17              | 3               | 4,00                   | 12      | 5               | 19             | 3,80                 | 23              | 2               | 5,00                   | 21      | 5               | Gol            | Gol                  | Żółta kartka    | Czerwona kartka |                        |
| 4                                                             | 5               | 12             | 2,40                 | 26              | 0               | 5,20                   | 13      | 5               | Gol            | Gol                  | Żółta kartka    | Czerwona kartka |                        | 22      | 5               | Gol            | Gol                  | Żółta kartka    | Czerwona kartka |                        |
| 5                                                             | 5               | 17             | 3,40                 | 31              | 3               | 6,80                   | 14      | 5               | Gol            | Gol                  | Żółta kartka    | Czerwona kartka |                        | 23      | 5               | Gol            | Gol                  | Żółta kartka    | Czerwona kartka |                        |
| 6                                                             | 5               | 15             | 3,00                 | 14              | 0               | 2,80                   | 15      | 5               | Gol            | Gol                  | Żółta kartka    | Czerwona kartka |                        | 24      | 5               | Gol            | Gol                  | Żółta kartka    | Czerwona kartka |                        |
| 7                                                             | 5               | 19             | 3,80                 | 21              | 0               | 4,20                   | 16      | 5               | Gol            | Gol                  | Żółta kartka    | Czerwona kartka |                        | 25      | 5               | Gol            | Gol                  | Żółta kartka    | Czerwona kartka |                        |
| 8                                                             | 5               | 26             | 5,20                 | 17              | 1               | 3,60                   | 17      | 5               | Gol            | Gol                  | Żółta kartka    | Czerwona kartka |                        | 26      | 5               | Gol            | Gol                  | Żółta kartka    | Czerwona kartka |                        |
| 9                                                             | 5               | 8              | 1,60                 | 20              | 0               | 4,00                   | 18      | 5               | Gol            | Gol                  | Żółta kartka    | Czerwona kartka |                        | 27      | 5               | Gol            | Gol                  | Żółta kartka    | Czerwona kartka |                        |
| Podsumowanie sezonu                                           |                 |                |                      |                 |                 |                        |         |                 |                |                      |                 |                 |                        |         |                 |                |                      |                 |                 |                        |
| \| 135 \| Gol \| Gol \| Żółta kartka \| Czerwona kartka \| \| |                 |                |                      |                 |                 |                        |         |                 |                |                      |                 |                 |                        |         |                 |                |                      |                 |                 |                        |
|                                                               |                 |                |                      |                 |                 |                        |         |                 |                |                      |                 |                 |                        |         |                 |                |                      |                 |                 |                        |
| 135                                                           | Gol             | Gol            | Żółta kartka         | Czerwona kartka |                 |                        |         |                 |                |                      |                 |                 |                        |         |                 |                |                      |                 |                 |                        |

Ostatnia aktualizacja: 2025-05-31. Źródło:.

### Najlepsi strzelcy
| Bramki | Strzelcy                  | Drużyna     |
| ------ | ------------------------- | ----------- |
| 21     | Klæmint Olsen             | NSÍ Runavík |
| 15     | Páll Klettskarð           | KÍ Klaksvík |
| 13     | Árni Frederiksberg        | KÍ Klaksvík |
| 11     | Brandur Hendriksson Olsen | NSÍ Runavík |
| 10     | Patrik Johannesen         | KÍ Klaksvík |
| 10     | Petur Knudsen             | NSÍ Runavík |
| 10     | Emil Grønn Pedersen       | HB Tórshavn |
| 9      | Samudeen Musah            | TB Tvøroyri |
| 8      | Jákup Ludvig Thomsen      | HB Tórshavn |

Stan na 2025-08-18. Źródło: 

## Stadiony
| KÍ Klaksvík              |
| ------------------------ |
| við Djúpumýrar, Klaksvík |
| Pojemność: 2500          |
|                          |

| Víkingur Gøta          |
| ---------------------- |
| Sarpugerði, Norðragøta |
| Pojemność: 1600        |
|                        |

| 07 Vestur              |
| ---------------------- |
| Á Dungasandi, Sørvágur |
| Pojemność: 1400        |
|                        |

| EB/Streymur            |
| ---------------------- |
| við Margáir, Streymnes |
| Pojemność: 2000        |
|                        |

| EB/Streymur      |
| ---------------- |
| Á Eiðinum, Vágur |
| Pojemność: 3000  |
|                  |

| B36 Tórshavn HB Tórshavn             |
| ------------------------------------ |
| Gundadalur (Ovari Vøllur), Thorshavn |
| Pojemność: 4000                      |
|                                      |

| B68 Toftir          |
| ------------------- |
| Svangaskarð, Toftir |
| Pojemność: 4000     |
|                     |

| NSÍ Runavík        |
| ------------------ |
| við Løkin, Runavík |
| Pojemność: 1500    |
|                    |

| NSÍ Runavík         |
| ------------------- |
| Við Stórá, Tvøroyri |
| Pojemność: 4000     |
|                     |